# Мова SQL
POSTQUEL (англ. Postgres Query Language) – це первинна мова запитів, яка була створена для системи керування базами даних Postgres, на сьогоднішній день PostgreSQL. Ця мова була створена командою розробників у 1985 році в Каліфорнійскому університеті Берклі, під керівництвом професора Майкла Стоунбрейкера. POSTQUEL базується на мові запитів QUEL і використовується у базі даних Ingres  з кінця 70-х років. У 1995 році Ендрю Ю(Andrew Yu), а також Джоллі Чен (Jolly Chen) зробили заміну мови запитів у базі Postgres POSTQUEL на SQL. Отже, новий випуск системи керування базами даних назвали Postgres95.

## Приклади запитів
Приклад 1.1. Обчисліть заробітну платню, розділену на 18 років для співробітника Джонса.
range of E is EMPLOYEE
retrieve into W
(COMP = E.Salary / (E.Age - 18))
where E.Name = "Jones"
Приклад 1.2. Еквівалентний оператор SQL:
select (e.salary / (e.age - 18)) as comp
from employee as e
where e.name = "Jones"
Приклад 1.3. Отримати розмір заробітної платні співробітника Ковальського:
```
retrieve (STUFF.pay) from STUFF where STUFF.name = "Kowalski" 
```

Усі співробітники, яким більше 40 років:
```
retrieve (P.name) from P in STUFF where P.age > 40
```

Знайти усі департаменти, які цілком займають один поверх:
```
retrieve (DEPART.dname)
where DEPART.floor NOT-IN {D.floor from D in DEPART where D.dname != DEPART.dname}
```